# Könczöl Csaba
Könczöl Csaba (Enying, 1947. augusztus 17. – Budapest, 2004. február 20.) magyar esszéíró, műfordító, kritikus, szerkesztő.

## Pályája
Szülei: Könczöl Imre és Varga Katalin. 1965–70 között az ELTE BTK orosz–magyar szakos hallgatója, közben (1967–68) a moszkvai Lomonoszov Egyetemen is tanult. 1970–71-ben a Magvető szerkesztője, majd ’75-ig a Történeti Múzeum tudományos segédmunkatársa. 1975–80 között szabadúszó fordító. ’81–84-ben az Állami Gorkij Könyvtár könyvtárosa, majd ’86-ig a Lapkiadó Vállalat sajtódokumentátora. 1984–85-ben a JPTE vendégoktatója, ’85/86-ban a Columbia Egyetem Kelet-Közép-Európa Intézetének vendégkutatója; Párizsban tudományos ösztöndíjas. 1989–94 között a Hiány c. folyóirat kulturális rovatvezetője, 1990-ben a Népszabadság külső, majd ’97-ig belső munkatársa.

### Írói munkássága
1970-től jelentek meg művészetelméleti tanulmányai, esszéi, kritikái. 1974-től irodalomelméleti, filozófiai műveket fordított és szerkesztett. Orosz irodalomelméleti művekkel és mai magyar irodalommal foglalkozott.

### Politikai pályája
1969–74 között az MSZMP tagja volt. 1973-tól négy éven át a politikai rendőrség felügyelete alatt állt. 1976-tól a demokratikus ellenzék egyik szervezője. 1982-ben Demszky Gáborral, Nagy Jenővel és Tamás Gáspár Miklóssal együtt a Tájékoztató c. szamizdat alapító szerkesztője, 1988-ban a Tudományos Dolgozók Demokratikus Szakszervezete, a Menedék Bizottság, valamint a Szabad Kezdeményezések Hálózata és az SZDSZ alapító tagja.

## Magánélete
1972–77 között Gödrös Júlia volt a felesége; 1988–94-ig Szőke Katalin élettársa.

## Művei
- Szféra-antológia, 1980-1982. Zárójelentés. Dalos György, Farkas Péter, Fráter András, Garaczi László, Hajdu Zsuzsa, Könczöl Csaba, Mezei Péter, Németh Gábor, Petri György, Tóth Gábor írásaiból; s.n., Bp., 1982 (szamizdat)
- Tükörszoba; Szépirodalmi, Bp., 1986

## Díjai
- Műfordítói Nívódíj (1982)
- Soros-ösztöndíj (1988/89)
- Demény Pál-emlékérem (1992)